# Julia Stowers
Julia Stowers (n. 18 martie 1982, Knoxville, Tennessee, SUA) este o înotătoare americană, medaliată olimpică. A participat la o ediție a Jocurilor Olimpice (2000) în care a câștigat două medalii de aur.